# Eishockey-Regionalliga 2018/19
In der Saison 2018/19 waren die Regionalligen Nord, Ost, West und Süd-West sowie die diesen gleichgestellte Bayernliga die vierthöchsten Ligen im deutschen Eishockey.

## Regionalliga Nord
Die Regionalliga Nord für Mannschaften aus Niedersachsen, Hamburg, Bremen, Schleswig-Holstein und Mecklenburg-Vorpommern wurde federführend vom Landeseissportverband Niedersachsen (NEV) für den sogenannten Nordverbund, bestehend aus den Landesverbänden der beteiligten Bundesländer, durchgeführt. Die Regionalliga Nord spielt in dieser Saison eine gemeinsame Meisterrunde mit der Regionalliga Ost aus.

### Modus und Termine
Gespielt wurde eine Doppelrunde bis zum 10. Februar 2019. Die vier Bestplatzierten nahmen anschließend an der gemeinsame Meisterrunde mit der Regionalliga Ost teil. Es gab keinen Absteiger. Zur Saison 2019/20 wurde die Liga durch Aufsteiger aus der Verbandsliga aufgestockt.

### Teilnehmer
Der Vorjahresmeister Bremen verzichtete auf den Aufstieg in die Oberliga. Der EHC Timmendorfer Strand 06 hatte nach seinem Rückzug aus der Oberliga für die Regionalliga gemeldet, ging jedoch im August 2018 in Insolvenz. Während der Sommerpause wurde die Aufstockung der Liga auf zehn Mannschaften beschlossen, die potentiellen Nachrücker in die Regionalliga zogen jedoch wieder zurück, so dass nur der ECW Sande neu in der Liga war.
- Weserstars Bremen (Titelverteidiger)
- Adendorfer EC
- Hamburger SV
- EC Nordhorn
- TAG Salzgitter Icefighters
- ECW Sande (Aufsteiger)

### Hauptrunde
|    | Mannschaft                 | Sp | S3 | S2 | N1 | N0 | Tore  | Diff. | Pkte |
| -- | -------------------------- | -- | -- | -- | -- | -- | ----- | ----- | ---- |
| 1. | ECW Sande                  | 20 | 17 | 0  | 2  | 01 | 95:38 | +57   | 53   |
| 2. | Hamburger SV               | 20 | 11 | 4  | 0  | 05 | 80:69 | +11   | 41   |
| 3. | TAG Salzgitter Eisfighters | 20 | 09 | 1  | 1  | 09 | 69:67 | +02   | 30   |
| 4. | EC Nordhorn                | 20 | 08 | 0  | 2  | 10 | 83:88 | +05   | 26   |
| 5. | Weserstars Bremen          | 20 | 05 | 1  | 1  | 13 | 64:85 | −21   | 18   |
| 6. | Adendorfer EC              | 20 | 03 | 1  | 5  | 15 | 55:99 | −44   | 12   |

Abkürzungen: Sp = Spiele, S3 = Siege, S2 = Siege nach Verlängerung oder Penaltyschießen, N1 = Niederlagen nach Verlängerung oder
 Penaltyschießen, N0 = Niederlagen, T = Tore
 Für Meisterrunde Nord/Ost qualifiziert

## Regionalliga Ost
Die Regionalliga Ost wurde vom Sächsischen Eissportverband für Vereine aus Berlin, Brandenburg, Sachsen, Sachsen-Anhalt und Thüringen veranstaltet. Es handelte sich um eine Meldeliga.

### Modus
Die Vorrunde startete am 21. September 2018 und endete am 10. Februar 2019. Gespielt wurde eine Eineinhalbfachrunde mit einem weiteren regionalen Duell, so dass jede Mannschaft 22 Spiele absolviert. Die vier Erstplatzierten qualifizierten sich für die gemeinsame Meisterrunde mit der Regionalliga Nord.

### Teilnehmer
Acht Clubs nahmen an der Regionalliga Ost teil. Der ESC Black Panther Jonsdorf und der ESC Berlin 2007 zogen sich aus der Regionalliga zurück. Der ESV Halle 1b war 2018 Meister der Thüringenliga und somit neu in der Liga.
- Tornado Niesky (Titelverteidiger)
- FASS Berlin
- Dresdner Eislöwen 1b
- Bad Muskau Bombers
- EHC Berlin Blues
- Chemnitz Crashers
- Schönheider Wölfe
- ESV Halle 1b (Aufsteiger)

### Hauptrunde
|    | Mannschaft               | Sp | S3 | S2 | N1 | N0 | Tore    | Diff. | Pkte |
| -- | ------------------------ | -- | -- | -- | -- | -- | ------- | ----- | ---- |
| 1. | Schönheider Wölfe        | 22 | 20 | 0  | 0  | 02 | 181:034 | +147  | 60   |
| 2. | FASS Berlin              | 22 | 17 | 1  | 1  | 03 | 144:068 | +076  | 54   |
| 3. | Tornado Niesky           | 22 | 12 | 0  | 2  | 08 | 096:069 | +027  | 38   |
| 4. | Chemnitz Crashers        | 22 | 11 | 1  | 1  | 09 | 122:085 | +037  | 36   |
| 5. | ESV Saale Bulls Halle 1b | 22 | 07 | 1  | 2  | 11 | 075:133 | −058  | 25   |
| 6. | Dresdner Eislöwen 1b     | 22 | 04 | 4  | 0  | 14 | 083:117 | −034  | 20   |
| 7. | EHC Berlin Blues         | 22 | 05 | 0  | 0  | 16 | 065:167 | −102  | 18   |
| 8. | Bad Muskau Bombers       | 22 | 03 | 1  | 2  | 16 | 070:164 | −094  | 13   |

Abkürzungen: Sp = Spiele, S3 = Siege, S2 = Siege nach Verlängerung oder Penaltyschießen, N1 = Niederlagen nach Verlängerung oder
 Penaltyschießen, N0 = Niederlagen, T = Tore
 Für Meisterrunde Nord/Ost qualifiziert

## Meisterrunde Nord/Ost
Die Meisterrunde wurde in zwei Vierergruppen vom 15. Februar bis 17. März 2019 ausgetragen. Die beiden Gruppensieger spielten im best-of-three-Modus den Meister aus. Der Finalsieger war sportlich für die Oberliga Nord 2019/20 qualifiziert.
| Gruppe A                                                                               | Gruppe B |
| -------------------------------------------------------------------------------------- | --- |
| ECW Sande (1. Nord) FASS Berlin (2. Ost) Tornado Niesky (3. Ost) EC Nordhorn (4. Nord) | Schönheider Wölfe (1. Ost) Hamburger SV (2. Nord) Salzgitter Icefighters (3. Nord) Chemnitz Crashers (4. Ost) |

### Gruppenphase

#### Gruppe A
|    | Mannschaft     | Sp | Tore  | Diff. | Pkte |
| -- | -------------- | -- | ----- | ----- | ---- |
| 1. | ECW Sande      | 6  | 45:19 | +26   | 15   |
| 2. | EC Nordhorn    | 6  | 30:33 | −03   | 08   |
| 3. | Tornado Niesky | 6  | 19:32 | −13   | 07   |
| 4. | FASS Berlin    | 6  | 18:28 | −10   | 06   |

Abkürzungen: Sp = Spiele, Diff. = Tordifferenz, Pkte. = Punkte
 Teilnehmer Meisterschaftsendspiel

#### Gruppe B
|    | Mannschaft                 | Sp | Tore  | Diff. | Pkte |
| -- | -------------------------- | -- | ----- | ----- | ---- |
| 1. | Schönheider Wölfe          | 6  | 38:06 | +32   | 18   |
| 2. | Chemnitz Crashers          | 6  | 20:27 | −07   | 07   |
| 3. | TAG Salzgitter Icefighters | 6  | 11:25 | −14   | 06   |
| 4. | Hamburger SV               | 6  | 22:33 | −11   | 05   |

Abkürzungen: Sp = Spiele, Diff. = Tordifferenz, Pkte. = Punkte
 Teilnehmer Meisterschaftsendspiel

### Finale
Das Finale wurde im Modus „Best-of-Three“, ausgetragen.
| Paarung                       | Serie | Spiel 1 | Spiel 2   | Spiel 3 |
| ----------------------------- | ----- | ------- | --------- | ------- |
| Schönheider Wölfe – ECW Sande | 2-0   | 5:4     | 4:3 n. P. | —       |

Die Schönheider Wölfe waren somit Meister der Regionalligen Nord und Ost, verzichteten jedoch auf einen Aufstieg in die Oberliga Nord. Der SV Bad Muskau zog seine Mannschaft nach der Saison zurück.

## Regionalliga West
Die Regionalliga West wurde vom Eishockeyverband Nordrhein-Westfalen (EHV-NRW) für Clubs aus Nordrhein-Westfalen, Hessen und Rheinland-Pfalz ausgerichtet.

### Teilnehmer
Über die Relegation sicherte sich der Neusser EV den Klassenerhalt. Aufsteiger aus der Hessenliga war die U25-Mannschaft der Löwen Frankfurt. Meister Herford verzichtete auf den Aufstieg in die Oberliga.
- Herforder EV (Titelverteidiger)
- EC Lauterbach
- EG Diez-Limburg
- Hammer Eisbären
- Ratinger Ice Aliens
- Dinslaken Kobras
- Soester EG
- EHC Neuwied Die Bären 2016
- Neusser EV
- Löwen Frankfurt 1b (Aufsteiger)

### Modus
Die zehn Mannschaften spielten eine Hauptrunde mit jeweils 36 Spielen pro Team. Die besten acht Mannschaften qualifizierten sich für die Meisterplayoffs. Der Letztplatzierte war sportlicher Absteiger in die jeweilige fünfte Liga.

### Hauptrunde
|     | Mannschaft          | Sp | S3 | S2 | N1 | N0 | Tore    | Diff. | Pkte |
| --- | ------------------- | -- | -- | -- | -- | -- | ------- | ----- | ---- |
| 01. | Hammer Eisbären     | 36 | 31 | 0  | 0  | 05 | 256:094 | +162  | 93   |
| 02. | Herforder EV        | 36 | 29 | 1  | 0  | 06 | 227:104 | +123  | 89   |
| 03. | EHC Neuwied         | 36 | 27 | 0  | 1  | 08 | 228:128 | +100  | 82   |
| 04. | EG Diez-Limburg     | 36 | 21 | 2  | 0  | 13 | 229:151 | +078  | 67   |
| 05. | Ratinger Ice Aliens | 36 | 20 | 0  | 2  | 14 | 168:141 | +027  | 62   |
| 06. | Dinslaken Kobras    | 36 | 15 | 2  | 1  | 18 | 170:161 | +009  | 50   |
| 07. | Soester EG          | 36 | 15 | 1  | 1  | 19 | 165:189 | −024  | 48   |
| 08. | Neusser EV          | 36 | 08 | 1  | 2  | 25 | 129:215 | −086  | 28   |
| 09. | EC Lauterbach       | 36 | 04 | 0  | 1  | 31 | 111:298 | −187  | 13   |
| 10. | Löwen Frankfurt 1b  | 36 | 02 | 1  | 0  | 33 | 074:276 | −202  | 08   |

Abkürzungen: Sp = Spiele, S3 = Siege, S2 = Siege nach Verlängerung oder Penaltyschießen, N1 = Niederlagen nach Verlängerung oder
 Penaltyschießen, N0 = Niederlagen, T = Tore
 Teilnehmer Meisterplayoffs  Absteiger in die fünfte Liga

### Playoff-Baum
Die Playoffs werden in allen Runden nach dem Modus best-of-five ausgespielt.
| Viertelfinale | Viertelfinale       | Viertelfinale |   |                 | Halbfinale      | Halbfinale | Halbfinale |  |  | Finale | Finale | Finale |
|               |                     |               |   |                 |                 |            |            |  |  |        |        |        |
| 1             | Hammer Eisbären     | 3             |   |                 |                 |            |            |  |  |        |        |        |
| 8             | Neusser EV          | 0             |   |                 |                 |            |            |  |  |        |        |        |
|               |                     |               | 1 | Hammer Eisbären | 3               |            |            |  |  |        |        |        |
|               |                     |               |   | 4               | EG Diez-Limburg | 2          |            |  |  |        |        |        |
| 4             | EG Diez-Limburg     | 3             |   |                 |                 |            |            |  |  |        |        |        |
| 5             | Ratinger Ice Aliens | 0             |   |                 |                 |            |            |  |  |        |        |        |
|               |                     |               | 1 | Hammer Eisbären | 1               |            |            |  |  |        |        |        |
|               |                     |               |   | 2               | Herforder EV    | 3          |            |  |  |        |        |        |
| 2             | Herforder EV        | 3             |   |                 |                 |            |            |  |  |        |        |        |
| 7             | Soester EG          | 0             |   |                 |                 |            |            |  |  |        |        |        |
|               |                     |               | 2 | Herforder EV    | 3               |            |            |  |  |        |        |        |
|               |                     |               |   | 3               | EHC Neuwied     | 2          |            |  |  |        |        |        |
| 3             | Die Bären Neuwied   | 3             |   |                 |                 |            |            |  |  |        |        |        |
| 6             | Dinslaken Kobras    | 2             |   |                 |                 |            |            |  |  |        |        |        |
|               |                     |               |   |                 |                 |            |            |  |  |        |        |        |

#### Viertelfinale
| Paarung                               | Serie | Spiel 1 | Spiel 2 | Spiel 3 | Spiel 4 | Spiel 5 |
| ------------------------------------- | ----- | ------- | ------- | ------- | ------- | ------- |
| Hammer Eisbären – Neusser EV          | 3-0   | 10:0    | 5:2     | 7:4     | -       | -       |
| EG Diez-Limburg – Ratinger Ice Aliens | 3-0   | 6:3     | 6:5     | 7:2     | -       | -       |
| Herforder EV – Soester EG             | 3-0   | 5:2     | 8:3     | 12:2    | -       | -       |
| EHC Neuwied – Dinslaken Kobras        | 3-2   | 4:3     | 4:7     | 5:4     | 4:6     | 7:1     |

#### Halbfinale
| Paarung                           | Serie | Spiel 1   | Spiel 2 | Spiel 3   | Spiel 4 | Spiel 5 |
| --------------------------------- | ----- | --------- | ------- | --------- | ------- | ------- |
| Hammer Eisbären – EG Diez-Limburg | 3-2   | 5:4 n. V. | 10:4    | 4:5       | 3:6     | 5:2     |
| Herforder EV – EHC Neuwied        | 3-0   | 5:4 n. V. | 4:3     | 6:7 n. P. | 4:6     | 7:3     |

#### Finale
| Paarung                        | Serie | Spiel 1 | Spiel 2 | Spiel 3 | Spiel 4 | Spiel 5 |
| ------------------------------ | ----- | ------- | ------- | ------- | ------- | ------- |
| Hammer Eisbären – Herforder EV | 1-3   | 2:7     | 1:4     | 8:3     | 0:6     | -       |

Der Herforder EV gewann seine dritte Meisterschaft in Folge, verzichtete jedoch, wie in den Vorjahren, auf den Aufstieg in die Oberliga. Der EC Lauterbach und die Soester EG traten in der Folgesaison nicht mehr in der Regionalliga West an. Die Löwen Frankfurt 1b waren sportlicher Absteiger in die Hessenliga.

## Regionalliga Süd-West
Die Regionalliga Süd-West umfasst das Gebiet des Bundeslandes Baden-Württemberg. Ausrichter ist der Eissport-Verband Baden-Württemberg. Traditionell nimmt auch der EHC Zweibrücken aus Rheinland-Pfalz an der Liga teil.

### Teilnehmer
Der Meister SC Bietigheim 1b konnte als Zweitmannschaft eines DEL2-Clubs nicht in die Oberliga aufsteigen. Neu in der Liga ist der Landesligameister EHC Freiburg 1b. Da die Liga wieder auf zehn Mannschaften aufgestockt werden sollte, gab es keinen Absteiger. Der Schwenninger ERC Fire Wings hat seine Regionalliga-Mannschaft wegen zu dünner Personaldecke zurückgezogen und startet 2018/19 in der Landesliga Baden-Württemberg.
- SC Bietigheim 1b (Titelverteidiger)
- HEC Eisbären Heilbronn
- ESC Hügelsheim 09
- EV Ravensburg 1b
- Maddogs Mannheim
- Stuttgarter EC
- EHC Zweibrücken
- EC Eisbären Eppelheim
- EHC Freiburg 1b (Aufsteiger)

### Modus
Die neun Teilnehmer spielten eine Eineinhalbfachrunde (24 Spiele). Die ersten vier Mannschaften spielten den Meister in Play-offs mit dem Modus Best-of-three aus. Der Meister war sportlich für die Oberliga Süd qualifiziert. Für die Plätze fünf bis neun war die Saison beendet. Es gab keinen Absteiger.

### Hauptrunde
|    | Mannschaft                 | Sp | S3 | S2 | N1 | N0 | Tore    | Diff. | Pkte |
| -- | -------------------------- | -- | -- | -- | -- | -- | ------- | ----- | ---- |
| 1. | SC Bietigheim-Bissingen 1b | 24 | 16 | 3  | 0  | 05 | 145:099 | +46   | 54   |
| 2. | EHC Zweibrücken Hornets    | 24 | 12 | 3  | 3  | 06 | 120:085 | +35   | 45   |
| 3. | EHC Eisbären Heilbronn     | 24 | 13 | 1  | 3  | 07 | 096:079 | +17   | 44   |
| 4. | ESC Hügelsheim 09          | 24 | 13 | 2  | 1  | 08 | 102:093 | +09   | 44   |
| 5. | EC Eisbären Eppelheim      | 24 | 12 | 2  | 2  | 08 | 100:082 | +18   | 39   |
| 6. | EV Ravensburg 1b           | 24 | 10 | 4  | 1  | 09 | 105:080 | +25   | 39   |
| 7. | Stuttgarter EC             | 24 | 06 | 1  | 3  | 14 | 071:097 | −26   | 23   |
| 8. | EKU Mannheim               | 24 | 06 | 0  | 1  | 17 | 076:129 | −53   | 19   |
| 9. | EHC Freiburg 1b            | 24 | 04 | 0  | 2  | 18 | 054:124 | −70   | 14   |

Abkürzungen: Sp = Spiele, S3 = Siege, S2 = Siege nach Verlängerung oder Penaltyschießen, N1 = Niederlagen nach Verlängerung oder
 Penaltyschießen, N0 = Niederlagen, T = Tore
 Teilnehmer Meisterplayoffs

### Meisterplayoffs
|  | Halbfinale | Halbfinale                 | Halbfinale |  |  | Finale | Finale                     | Finale |
|  |            |                            |            |  |  |        |                            |        |
|  |            |                            |            |  |  |        |                            |        |
|  | 1          | SC Bietigheim-Bissingen 1b | 2          |  |  |        |                            |        |
|  | 4          | ESC Hügelsheim             | 0          |  |  |        |                            |        |
|  |            |                            |            |  |  | 1      | SC Bietigheim-Bissingen 1b | 2      |
|  |            |                            |            |  |  | 2      | EHC Zweibrücken Hornets    | 1      |
|  | 2          | EHC Zweibrücken Hornets    | 2          |  |  |        |                            |        |
|  | 3          | Eisbären Heilbronn         | 1          |  |  |        |                            |        |
|  |            |                            |            |  |  |        |                            |        |

#### Halbfinale
| Paarung                                      | Serie | Spiel 1   | Spiel 2   | Spiel 3 |
| -------------------------------------------- | ----- | --------- | --------- | ------- |
| SC Bietigheim-Bissingen 1b – ESC Hügelsheim  | 2-0   | 7:5       | 7:2       | -       |
| EHC Zweibrücken Hornets – Eisbären Heilbronn | 2-0   | 3:2 n. P. | 6:7 n. P. | 5:4     |

#### Finale
| Paarung                                              | Serie | Spiel 1 | Spiel 2 | Spiel 3   |
| ---------------------------------------------------- | ----- | ------- | ------- | --------- |
| SC Bietigheim-Bissingen 1b – EHC Zweibrücken Hornets | 2-1   | 6:5     | 3:12    | 6:5 n. P. |

Die Mannschaft des SC Bietigheim-Bissingen 1b konnte ihren Titel verteidigen und sich erneut zum Meister der Regionalliga-Südwest krönen. Als Zweitvertretung waren sie jedoch erneut nicht aufstiegsberechtigt. Der EHC Freiburg 1b trat in der Folgesaison nicht mehr in der Regionalliga Südwest an.

## Bayernliga
Die Bayernliga 2018/19 wurde vom Bayerischen Eissport-Verband organisiert und war die 51. Austragung dieser Liga.

### Teilnehmer
Absteiger aus der Oberliga waren der TEV Miesbach. Der Höchstadter EC stieg in die Oberliga Süd auf. Aus der Bayernliga stiegen die Wanderers Germering, der ESV Buchloe, der EC Pfaffenhofen und der EV Moosburg ab. Mit Bad Kissingen, Schweinfurt, Königsbrunn und Klostersee stiegen vier Vereine aus der Landesliga auf.
- EV Pegnitz
- EV Füssen
- TSV Erding
- ESC Dorfen
- EHF Passau
- EA Schongau
- HC Landsberg
- TSV Peißenberg
- ESC Riverrats Geretsried
- TEV Miesbach (Absteiger)
- ERV Schweinfurt (Aufsteiger)
- EHC Klostersee (Aufsteiger)
- EHC Königsbrunn (Aufsteiger)
- EC Bad Kissinger Wölfe (Aufsteiger)

### Modus
Die 14 Mannschaften spielten eine Vorrunde mit jeweils 26 Spielen pro Mannschaft. Die besten acht Teams qualifizierten sich für eine Verzahnungsrunde mit den Mannschaften der Plätze 11 und 12 der Oberliga Süd. Diese wurde als Einfachrunde – Verzahnungsrunde A – ausgespielt. Die beiden Erstplatzierten qualifizierten sich für die Oberliga 2019/20. Die besten vier Mannschaften der Bayernliga spielten anschließend in Play-offs den Bayerischen Meister aus.
Die Mannschaften auf den Rängen 9 bis 14 der Bayernliga-Hauptrunde wurden mit den besten 10 Teams der Bayerischen Landesliga verzahnt und spielten in zwei Gruppen – Verzahnungsrunde B und Verzahnungsrunde C um den Klassenerhalt bzw. Aufstieg. Die Mannschaften auf den Plätzen 1 bis 3 jeder Gruppe waren für die Bayernliga 2019/20 qualifiziert. Die bestplatzierten Landesligisten der Gruppen B und C ermittelten im Modus „Best-of-Three“ den Bayerischen Landesligameister.

### Hauptrunde
|     | Mannschaft             | Sp | S3 | S2 | N1 | N0 | T   | GT  | Diff. | Pkte |
| --- | ---------------------- | -- | -- | -- | -- | -- | --- | --- | ----- | ---- |
| 01. | EV Füssen              | 26 | 16 | 2  | 3  | 05 | 124 | 079 | +45   | 55   |
| 02. | HC Landsberg           | 26 | 15 | 3  | 0  | 08 | 143 | 102 | +41   | 51   |
| 03. | TSV Erding             | 26 | 15 | 2  | 2  | 07 | 125 | 091 | +34   | 51   |
| 04. | EC Bad Kissinger Wölfe | 26 | 14 | 1  | 1  | 10 | 104 | 091 | +13   | 45   |
| 05. | TEV Miesbach           | 26 | 12 | 1  | 6  | 07 | 106 | 081 | +25   | 44   |
| 06. | EHC Königsbrunn        | 26 | 13 | 2  | 1  | 10 | 115 | 105 | +10   | 44   |
| 07. | EHC Klostersee         | 26 | 12 | 2  | 3  | 09 | 097 | 076 | +21   | 43   |
| 08. | TSV Peißenberg         | 26 | 13 | 2  | 0  | 11 | 101 | 091 | +10   | 43   |
| 09. | EHF Passau             | 26 | 10 | 2  | 2  | 12 | 085 | 085 | 0     | 36   |
| 10. | ESC Geretsried         | 26 | 10 | 1  | 1  | 14 | 111 | 122 | −11   | 33   |
| 11. | EA Schongau            | 26 | 08 | 1  | 4  | 13 | 089 | 139 | −50   | 30   |
| 12. | ERV Schweinfurt        | 26 | 07 | 4  | 0  | 15 | 086 | 112 | −26   | 29   |
| 13. | ESC Dorfen             | 26 | 06 | 4  | 2  | 14 | 098 | 121 | −23   | 28   |
| 14. | EV Pegnitz             | 26 | 04 | 0  | 2  | 20 | 070 | 159 | −89   | 14   |

Abkürzungen: Sp = Spiele, S3 = Siege, S2 = Siege nach Verlängerung oder Penaltyschießen, N1 = Niederlagen nach Verlängerung oder
 Penaltyschießen, N0 = Niederlagen, T = Tore, GT = Gegentore
Teilnehmer Verzahnungsrunde A  Teilnehmer Verzahnungsrunde B+C

### Verzahnungsrunde I
An der Verzahnungsrunde nahmen neben den ersten acht Mannschaften der Hauptrunde aus der Oberliga Süd der EHC Waldkraiburg (12.) sowie der SC Riessersee (4., zwangsweise wegen Insolvenz zu Saisonbeginn) teil.

#### Gruppe A
|     | Mannschaft             | Sp | S3 | S2 | N1 | N0 | Tore | GT | Diff. | Pkte |
| --- | ---------------------- | -- | -- | -- | -- | -- | ---- | -- | ----- | ---- |
| 01. | SC Riessersee          | 18 | 13 | 2  | 3  | 0  | 85   | 38 | +47   | 46   |
| 02. | EV Füssen              | 18 | 11 | 1  | 1  | 05 | 91   | 64 | +27   | 36   |
| 03. | HC Landsberg           | 18 | 09 | 4  | 0  | 05 | 72   | 62 | +10   | 35   |
| 04. | TEV Miesbach           | 18 | 11 | 0  | 0  | 07 | 83   | 56 | +27   | 33   |
| 05. | EHC Klostersee         | 18 | 09 | 0  | 1  | 08 | 74   | 58 | +16   | 28   |
| 06. | EC Bad Kissinger Wölfe | 18 | 07 | 1  | 2  | 08 | 72   | 75 | −03   | 25   |
| 07. | EHC Königsbrunn        | 18 | 06 | 0  | 1  | 11 | 49   | 84 | −35   | 19   |
| 08. | TSV Erding             | 18 | 06 | 0  | 0  | 12 | 69   | 90 | −21   | 18   |
| 09. | EHC Waldkraiburg       | 18 | 06 | 0  | 0  | 12 | 58   | 92 | −34   | 18   |
| 10. | TSV Peißenberg         | 18 | 04 | 0  | 0  | 14 | 52   | 86 | −34   | 12   |

Abkürzungen: Sp = Spiele, S3 = Siege, S2 = Siege nach Verlängerung oder Penaltyschießen, N1 = Niederlagen nach Verlängerung oder
 Penaltyschießen, N0 = Niederlagen, T = Tore, GT = Gegentore
Aufsteiger in die Oberliga Süd 2019/2020 Teilnehmer Playoffs zur bayer. Meisterschaft

Als Tabellenzweiter war der EV Füssen sportlicher Aufsteiger in die Oberliga Süd und gleichzeitig Teilnehmer an den Meisterplayoffs der Regionalliga Bayern. Der SC Riessersee war ebenfalls sportlicher Aufsteiger, als Teilnehmer aus der Oberliga aber nicht für die Meisterplayoffs startberechtigt.

### Meister-Playoff
Die Playoffs wurden im Halbfinale mit dem Modus best-of-three und im Finale best-of-five ausgespielt.

|  | Halbfinale | Halbfinale     | Halbfinale |  |  | Finale | Finale       | Finale |
|  |            |                |            |  |  |        |              |        |
|  |            |                |            |  |  |        |              |        |
|  | 1          | EV Füssen      | 2          |  |  |        |              |        |
|  | 2          | EHC Klostersee | 0          |  |  |        |              |        |
|  |            |                |            |  |  | 1      | EV Füssen    | 3      |
|  |            |                |            |  |  | 4      | TEV Miesbach | 1      |
|  | 3          | HC Landsberg   | 0          |  |  |        |              |        |
|  | 4          | TEV Miesbach   | 2          |  |  |        |              |        |
|  |            |                |            |  |  |        |              |        |

#### Halbfinale
| Paarung                     | Serie | Spiel 1 | Spiel 2 | Spiel 3 |
| --------------------------- | ----- | ------- | ------- | ------- |
| EV Füssen – EHC Klostersee  | 2-0   | 5:3     | 3:0     | -       |
| HC Landsberg – TEV Miesbach | 0-2   | 2:4     | 4:5     | -       |

#### Finale
| Paarung                  | Serie | Spiel 1 | Spiel 2 | Spiel 3 | Spiel 4 | Spiel 5 |
| ------------------------ | ----- | ------- | ------- | ------- | ------- | ------- |
| EV Füssen – TEV Miesbach | 3-1   | 2:3     | 4:2     | 4:1     | 5:2     | -       |

Der EV Füssen war somit bayerischer Meister 2018/2019.

### Verzahnungsrunde II

#### Gruppe B
|    | Mannschaft                  | Sp | S3 | S2 | N1 | N0 | Tore | GT | Diff. | Pkte |
| -- | --------------------------- | -- | -- | -- | -- | -- | ---- | -- | ----- | ---- |
| 1. | EC Pfaffenhofen (LL)        | 14 | 12 | 0  | 0  | 02 | 72   | 38 | +34   | 36   |
| 2. | EHF Passau Black Hawks (RL) | 14 | 10 | 1  | 0  | 03 | 72   | 27 | +45   | 32   |
| 3. | ERV Schweinfurt (RL)        | 14 | 10 | 0  | 2  | 02 | 62   | 35 | +27   | 32   |
| 4. | VfE Ulm/Neu-Ulm (LL)        | 14 | 08 | 0  | 0  | 06 | 63   | 56 | +07   | 24   |
| 5. | EV Pegnitz (RL)             | 14 | 05 | 1  | 1  | 07 | 53   | 45 | +08   | 18   |
| 6. | EV Moosburg (LL)            | 14 | 03 | 1  | 0  | 10 | 31   | 67 | −36   | 11   |
| 7. | ESV Burgau (LL)             | 14 | 03 | 0  | 0  | 11 | 40   | 80 | −40   | 09   |
| 8. | EV Fürstenfeldbruck (LL)    | 14 | 02 | 0  | 0  | 12 | 39   | 48 | −45   | 06   |

Abkürzungen: Sp = Spiele, S3 = Siege, S2 = Siege nach Verlängerung oder Penaltyschießen, N1 = Niederlagen nach Verlängerung oder
 Penaltyschießen, N0 = Niederlagen, T = Tore, GT = Gegentore, (RL) = Teilnehmer aus der Regionalliga Bayern, (LL) = Teilnehmer aus der bayer. Landesliga
 Qualifikation/Aufstieg Bayernliga 2019/20

#### Gruppe C
|    | Mannschaft                    | Sp | S3 | S2 | N1 | N0 | Tore | GT | Diff. | Pkte |
| -- | ----------------------------- | -- | -- | -- | -- | -- | ---- | -- | ----- | ---- |
| 1. | EA Schongau (RL)              | 14 | 11 | 0  | 0  | 03 | 78   | 35 | +43   | 33   |
| 2. | ESC Riverrats Geretsried (RL) | 14 | 10 | 0  | 0  | 04 | 86   | 52 | +34   | 30   |
| 3. | ESC Dorfen (RL)               | 14 | 10 | 0  | 0  | 04 | 78   | 44 | +34   | 30   |
| 4. | ESV Buchloe (LL)              | 14 | 09 | 0  | 2  | 03 | 63   | 49 | +14   | 29   |
| 5. | ERSC Amberg (LL)              | 14 | 05 | 1  | 0  | 08 | 54   | 55 | −01   | 17   |
| 6. | ESC Kempten (LL)              | 14 | 04 | 1  | 1  | 08 | 51   | 60 | −09   | 15   |
| 7. | ESC Vilshofen (LL)            | 14 | 03 | 1  | 0  | 10 | 37   | 87 | −50   | 11   |
| 8. | ESC Haßfurt (LL)              | 14 | 01 | 0  | 0  | 13 | 09   | 74 | −65   | 03   |

Abkürzungen: Sp = Spiele, S3 = Siege, S2 = Siege nach Verlängerung oder Penaltyschießen, N1 = Niederlagen nach Verlängerung oder
 Penaltyschießen, N0 = Niederlagen, T = Tore, GT = Gegentore, (RL) = Teilnehmer aus der Regionalliga Bayern, (LL) = Teilnehmer aus der bayer. Landesliga
 Qualifikation/Aufstieg Bayernliga 2019/20